# Thomas Ahrens (Karambolagespieler)

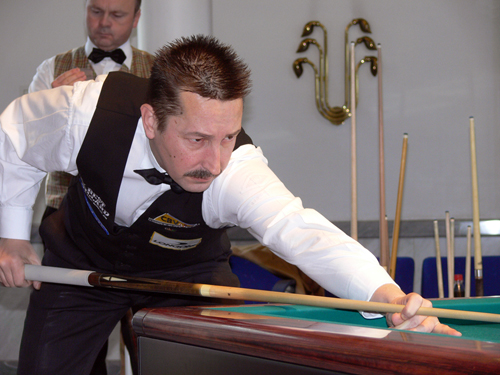

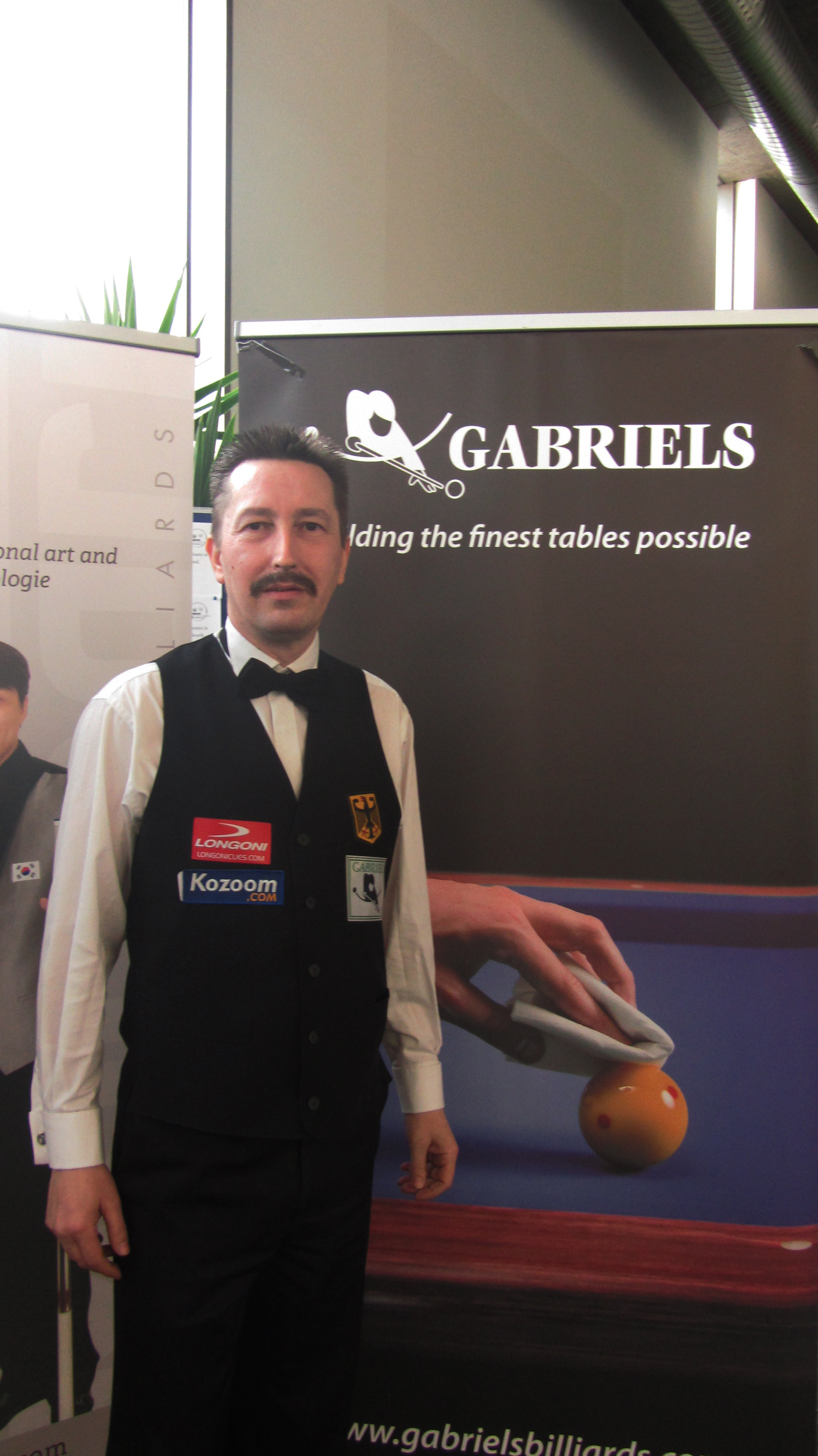
Thomas Ahrens bei der EM 2013 in Brandenburg/Havel

Thomas Ahrens (* 28. November 1965) ist ein deutscher Artistique-Billardspieler.

## Karriere
Seinen ersten deutschen Meistertitel gewann er 1991 und beherrscht seither das deutsche Artistique-Billard. Neben seinen siebzehn nationalen Titeln bis 2019 gewann er zwischen 1994 und 2003 drei Europameistertitel sowie zwei Vize-Weltmeistertitel  und zahlreiche nationale und internationale Grand-Prix-Turniere und hält alle deutschen Rekorde im Artistique. Sein aktueller Verein ist der SCB Langendamm, für den er auch in der 2. Dreiband-Bundesliga antritt.

## Erfolge
- Billard-Artistique-Weltmeisterschaft:  1993, 2002  2006, 2023
- Billard-Artistique-Europameisterschaft:  1994, 2000, 2003, 2025  1996  1995, 2005, 2023
- Billard Artistique Deutsche Meisterschaft:  1991–1997, 1999–2001, 2005, 2006, 2008, 2009, 2011, 2012, 2014, 2016, 2022, 2023
- European Grand Prix (Artistique):  1995, 1996, 1999, 2002  2014
- CEB Grand Prix (Artistique):  2012

- Deutschland Cup (Artistique):  2011
- Deutsche Dreiband-Meisterschaft:  2016[1][2]

Turnierhöchstleistung (deutscher Rekord)
- 89,06 % – Deutsche Meisterschaft 1993 in Bottrop